# The Scientists
A The Scientists ausztrál post-punk együttes Perthből. 1978-ban alapította Kim Salmon. Eredetileg The Exterminators, illetve The Invaders volt a nevük. A zenekarnak két verziója volt: az 1970-es évekbeli punkegyüttes és az 1980-as évek swamp rock együttese.
A "Blood Red River" című albumuk 2010-ben bekerült a 100 Best Australian Albums című könyvbe.

## Diszkográfia
- The Scientists ("The Pink Album", 1981)[3]
- Blood Red River (1983)[3]
- This Heart Doesn't Run on Blood, This Heart Doesn't Run on Love. (1984)
- Atom Bomb Baby (1985)
- You Get What You Deserve! (1985)
- Weird Love (1986)
- The Human Jukebox (1987)
- Negativity (2021)[4]